# Hymn Nigru
L’Honneur de la Patrie – hymn państwowy Nigru,  słowa i muzykę napisano kolektywnie. Został przyjęty 22 czerwca 2023 roku po zamachu stanu.

## Słowa
Des rives du Niger aux confins du Ténéré

Frères et sœurs nous sommes

Enfants d’une même Patrie le Niger

Nourris de la sève des mémes idéaux

Pour un Niger de paix libre fort et uni

Pour un Niger prospère le Pays de nos rêves

Pour l’honneur de la Patrie

Incarnons la vaillance et la persévérance

Et toutes les vertus de nos dignes aïeux

Guerriers intrépides déterminés et fiers

Défendons la patrie au prix de notre sang

Faisons du Niger symbole de dignité

Emblème et flambeau de l’Afrique qui avance

Pour ces nobles idéaux debout et en avant

En avant pour le travail en avant pour le combat

Nous demeurons debout

Portant haut le drapeau de notre cher Pays

Dans le ciel d’Afrique et dans tout l’Univers

Pour construire ensemble

Un monde de Justice de paix et de progrès

Et pour faire du Niger la fierté de l’Afrique.